# Sint-Pieterskerk (Leut)

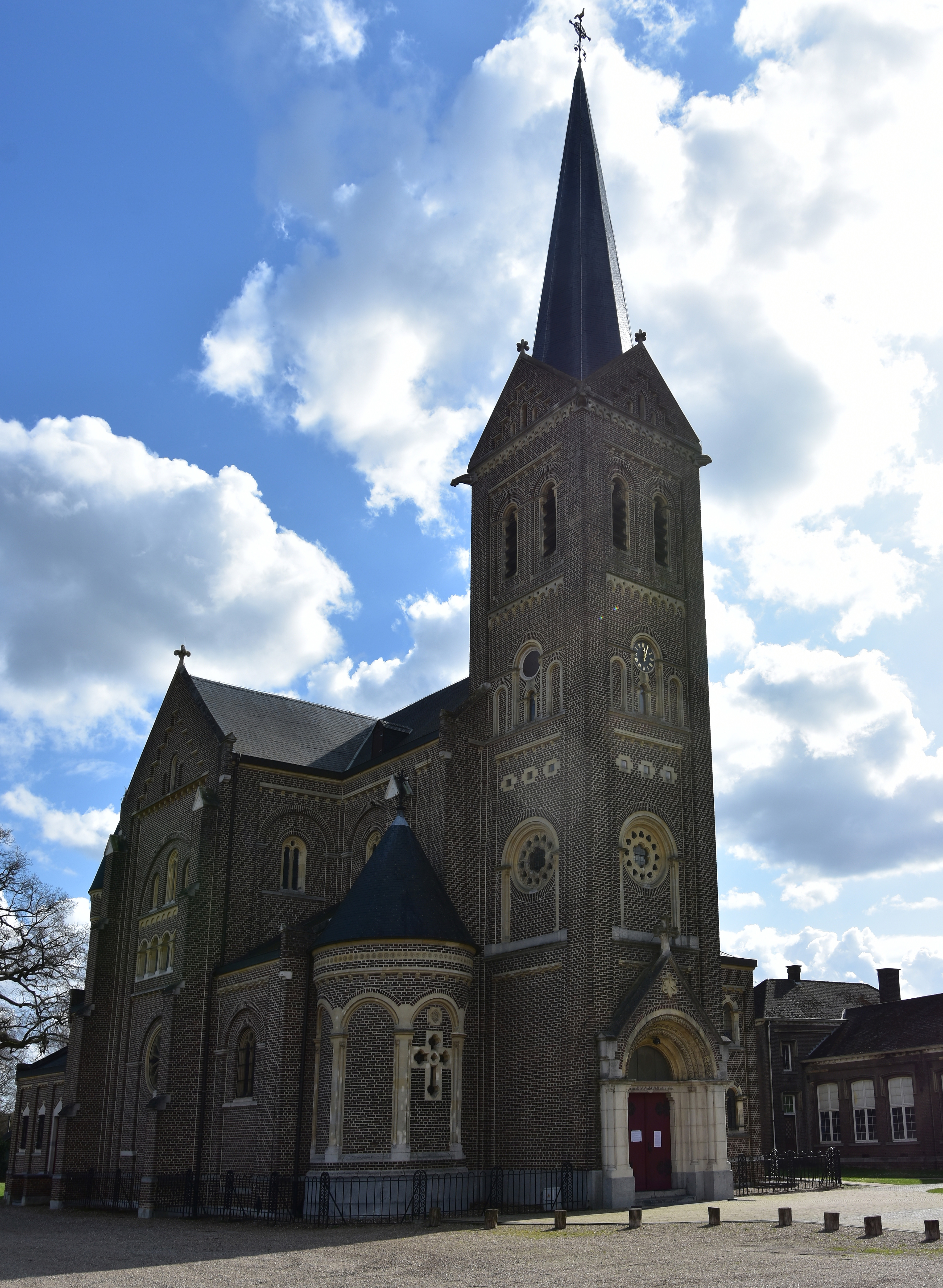
De Sint-Pieterskerk

De Sint-Pieterskerk is de parochiekerk van Leut, gelegen aan de Sint-Pietersstraat en toegewijd aan Petrus.

## Geschiedenis
De parochie is zeer oud, want ze werd reeds in 1083 schriftelijk vermeld en bezat vermoedelijk een eenvoudig zaalkerkje. Ze was afhankelijk van de Abdij van Susteren, die 25 ha aan bezittingen, waaronder een laathof, in dit gebied bezat. Het patronaatsrecht was in handen van deze Abdij, later van de prins-bisschop van Luik. In 1539 bestelde de gemeente een uurwerk, te plaatsen "onder dat leijedack" van de toenmalige kerk, die waarschijnlijk op het huidige kerkhof lag. Vanaf 1748 tot in de 19e eeuw bestond er een, door pastoor Guillaume Garetius gestichte fundatie welke kapelaans opleidde.
In 1773 werden plannen gemaakt om de kerk te vergroten, maar die werd "geheel bouwvalligh, verrot en geconsumeert bevonden". Daarom werd een nieuwe kerk gebouwd, met behoud van de toenmalige kerktoren.

## Huidige kerk
In 1863 werd Willem Geukens pastoor van Leut, die het als zijn levenswerk beschouwde om een nog veel grotere kerk te bouwen. Als architect fungeerde Herman Jaminé. De kerk werd gebouwd op grond gelegen tegenover de oude kerk, afkomstig van de kasteelheren, de familie Vilain XIIII, die ook de grootste geldschieter was.
De nieuwe kerk werd gebouwd van 1875-1876 in neoromaanse stijl. Het is een bakstenen kruisbasiliek, afgewerkt met elementen uit mergelsteen. De uitspringende westtoren met achtkantige spits tussen vier topgevels wordt geflankeerd door een halfronde traptoren. Aan de noordzijde bevindt zich een kapel voor de familie Vilain XIIII, voorzien van een glas-in-loodvenster met wapenschild en wapenspreuk van de familie: vilain sans reproche.
Het kerkmeubilair stamt voornamelijk uit de tijd van de bouw van de kerk: de tweede helft van de 19e eeuw. Het is in neoromaanse stijl uitgevoerd. De preekstoel echter is uit 1700 en uitgevoerd in barokstijl. Het wijwatervat is uit 1789. Het orgel uit 1879 werd vervaardigd door Pereboom & Leyser.